# Mirabeau, Alpes-de-Haute-Provence

Méolans-Revel este o comună în departamentul Alpes-de-Haute-Provence din sud-estul Franței. În 1 ianuarie 2022 avea o populație de 508 de locuitori.